# 藤本リーナ
藤本 リーナ（ふじもと りーな、Lina Fujimoto、1989年11月18日 - ）は、日本の元AV女優。

## 略歴・人物
2009年12月、エスワン専属女優としてAVデビュー。所属事務所はティーパワーズ。
フランス出身のクォーターで、趣味・特技はカラオケ、テニス、電卓、バク転。
2010年6月から2011年1月はムーディーズ、2011年7月から同年10月はアタッカーズのそれぞれ専属女優として活動。
2012年6月18日、約1年ぶりに更新された公式ブログの記事が事実上の引退宣言となった。
2017年より「滝本エレナ（たきもと えれな）」としてAVに復帰。

## 出演作品

### アダルトビデオ
2009年
- エキゾチック×ギリモザ 新人ギリモザ（12月19日、エスワン）[1]

2010年
- リーナのスゴテク七変化（1月19日、エスワン）[1]
- 超絶ディープスロートと悶絶騎乗位（2月19日、エスワン）[1]
- 痴女教師（3月19日、エスワン）[1]
- 女子大生モデル輪姦す（4月19日、エスワン）[1]
- 目覚める変態性欲（5月19日、エスワン）[1]
- 嫌がる藤本リーナ×悦ぶキモ男 〜嘘の撮影を仕組んでキモ男のオモチャにさせる〜（6月13日、ムーディーズ）[3]
- 激イラマチオ（7月13日、ムーディーズ）[3]
- ミスキャンパス物語（8月13日、ムーディーズ）共演:友田彩也香、若葉くるみ、桐原エリカ[3]
- 無茶苦茶やりたい（10月1日、ムーディーズ）[3]
- 激イラマチオ5人共演180分SP（10月13日、ムーディーズ）共演:北条麻妃、管野しずか、雪見紗弥、武藤クレア[3]
- 毒舌M男虐め痴女（12月1日、ムーディーズ）[3]

2011年
- セクハラオフィス（1月13日、ムーディーズ）共演:三つ星りぼん
- 射精公衆便女 SUPER STAR（4月21日、SODクリエイト）
- 業界残酷物語 芸能人 藤本リーナ（7月7日、アタッカーズ）[4]
- 女捜査官、藤本リーナ 〜武器密売組織を壊滅せよ〜（8月7日、アタッカーズ）[4]
- 凌辱探偵ファイル CASE1:令嬢/アヤ（9月7日、アタッカーズ）共演:希咲あや[4]
- 潜入教師 2（10月7日、アタッカーズ）[4]
- 働くオンナ獲り 【タイトなスーツの美脚OLをハメ廻せ!!】 vol.11（12月1日、プレステージ）

2012年
- 僕の性奴隷ペットになった兄嫁 3（1月1日、プレステージ）
- 高額バイトに集まってきた素人娘 vol.12（4月20日、プレステージ）

2017年
- 寝取らせ 21（6月2日、プレステージ）
- M男を尺る丸呑みディープスロート（6月2日、ワープエンタテインメント）
- ガチンコ全裸三種競技 2 Naked七夕祭り&夏フェス2017 ぬるぬるテカテカのエロボディ!夏全開!マ○コ全開の競技で団体戦!! 〜全裸ローションスイカ割り、全裸ビーチフラッグ、全裸オイル相撲で真剣勝負〜（7月20日、ROCKET）共演:山川ゆな、森保さな、ルロア・クララ、若槻美香、葉月もえ、佐々倉まみ
- Tシャツが濡れてしまう程、ガラスに押し付けられたスケスケ巨乳を見た僕は…（7月21日、DOC）※「えれな」名義
- 美人女教師 恥辱の家庭訪問 先生はあなたを絶対に見放さない…その気持ちは裏切られたのね… あなたのお父さんも、お兄さんも、寄ってたかって私を犯して…あゝでもなんだか身も心も疼いて来た…お願いっ、もっともっと辱めて…（7月25日、オーロラプロジェクト・アネックス）
- プラチナ級 素人清楚妻による一生思い出に残り続ける優しい童貞筆おろし 3（7月28日、S級素人）
- 出産後の感度抜群人妻ママナンパ! ベビーカーを引く人妻の産後で感度が上がった身体を大調査!!旦那の前でも狂って公認不倫しちゃうのか!?（8月10日、ホットエンターテイメント）
- ビーチに向かう電車内で失禁するほど感じてしまった巨乳水着ギャルは発情を抑えられず後追いし淫楽を貪る…（8月18日、DOC）
- 夏のビーチでエロ娘達のレイヤード水着チェック!（8月18日、DOC）※「えみ」名義
- ラグジュTV×PRESTIGE PREMIUM 07（8月25日、プレステージ）※「大原ユイリ」名義
- SEXの天才 ―ものすごい中出し性交― 〜本物素人セレブ妻奇跡の肉体〜（9月8日、S級素人）
- コンドームなしでエッチな状況になったらどうなるのかをモニタリング 「女性をイカセたことが無いんです…」と憧れの女上司に相談! 上司の言うがままスパンキング・首締め・生ハメと実践したら、部下のチ○ポを何度も求め生中出し 11発!（10月5日、SODクリエイト）※「えりこ」名義
- 欲求不満妻の罠!?同じマンションに住む美人妻が落とした下着を届けたら誘惑されてまさかの強制セックス!!（10月13日、MAGIC）
- R(アール)68 男68歳にして華やぐ この若さある限り 一生青春（11月2日、SODクリエイト）
- 一般女性のプライベートSEX 部屋INからの隠し撮りドキュメント Vol.1（11月13日、コレ彦）※「あさみ」名義
- 絶倫少年 巨乳義姉連続中出し痴漢 父親の再婚で突然できた巨乳で美人な義理の姉を何度も何度も連続中出しで犯しまくる!〜（12月7日、アパッチ）共演:蓮実クレア、桃瀬ゆり、青山はな、西条沙羅
- 120%リアルガチ軟派伝説 vol.55 in 札幌（12月15日、プレステージ）
- 快楽だけを追求するシロウト人妻 欲求不満を我慢できず自らAVへ応募　プロの技でイキまくり!! 人妻たちの願望 File.02（12月15日、MAD）

2018年
- 義理の息子に夜這いされ快楽に堕ちた若すぎる父の後妻（1月1日、プラネットプラス）
- 超バキュームフェラ 膣内中出し 淫乱痴女（1月12日、REAL）
- 初めての女になってあげる（1月19日、ABC）
- 完全撮り下ろし 鉄板女優の楽屋に突撃! むちゃぶり性交（2月1日、TEPPAN）
- 兄嫁（2月23日、なでしこ）
- 一般男女モニタリングAV 高身長の働くインテリOL限定 身長170cm超えの美脚の女先輩と低身長の後輩くんが勤務中に身長差SEXに挑戦! いつも厳しい女上司のモデルのような身体に触れ部下は思わずフル勃起! 普段は頼りない後輩のチ○ポに激突きされ本気イキした先輩オマ○コは中出しまでしてしまうのか!?（3月7日、ディープス）
- 自由が丘で見つけた優しい若奥様に、お悩みチ○ポを素股してもらったらこんなヤラしい事になりました。（3月8日、アイエナジー）
- 素人ヘアヌード大図鑑 〜若妻編（3月9日、S級素人）
- マジックミラー号の天井に頭がついちゃう! 高身長アスリート女子がチビ男相手に初めてのバックブリーカーフェラ、逆駅弁FUCKチャレンジ（4月12日、SODクリエイト）※「ゆき」名義
- 女子大生限定 飲み会後、部屋にお持ち帰り盗撮 そして黙ってAVへ 【no.22】 長身年上JD編（5月25日、お持ち帰り）※「ゆき」名義
- 自画撮り オッパイ敏感ビクビク悶絶! 乳首イジりっ放しオナニー （6月15日、プリモ）

- 女体拷問研究所 THE THIRD JUDAS【ユダ】 Episode-17 強靭なる鎧に隠された素顔の昇天 闇に閉ざされし快楽の悪魔が蘇る（6月19日、Baby Entertainment）
- 出産後の感度抜群人妻ママナンパ! ベビーカーを引く人妻の産後で感度が上がった身体を大調査!! 4時間SP（7月10日、ホットエンターテイメント）
- 一般男女モニタリングAV 社内で評判の美脚女先輩と社会人になっても未だに童貞の後輩くんが勤務中に黒パンスト履きっぱなし筆おろしSEXに挑戦! 普段はさわることができない黒パンストに包まれた上司の美脚に擦られ/挟まれ/脚コキされ部下のフル勃起チ○ポは暴発寸前! 仕事では頼りない後輩チ○ポのがむしゃら激ピストンに思わず本気イキした先輩オマ○コは中出しまで許してしまうのか!?（8月19日、ディープス）
- 卑猥語女 密室空間で卑猥な言葉を連呼しながらスケベ行為に没頭する淫乱女（8月19日、MARRION）
- 部長の奥さんがエロすぎて…（9月13日、ヴィーナス）
- 大手航空会社勤務の憧れの美脚キャビンアテンダント限定!「固定バイブモデル」に挑戦! 2 制服撮影会でカメラに向かってハレンチなポーズを要求され濡れだした黒パンスト直履きおま○こにうねりの止まらないバイブを挿入! 美貌・知性・品格溢れるCAが大勢の男性の前に放置され感じても動けない状況なのに我慢できず痙攣イキが止まらない! 激イキ合計127回（9月19日、ディープス）
- 年下の義母（12月14日、新世紀文藝社）
- 熟女限定 熟女が部屋にやって来た お持ち帰り盗撮 そのままAV発売へ 16 ド淫乱痴女熟女編（12月19日、熟女バンク）※「さとみ」名義

2019年
- 「アナタごめんなさい…」スケベ義父の執拗なイタズラに不覚にも発情してしまい長年溜まった濃厚精子を種付け連続大量発射される清廉嫁 2（1月4日、DOC）
- 「家族割引やってます」 オイルエステに来た仲良し母娘に媚薬を飲ませて下半身マッサージ! チ○ポを見て喜ぶ母と欲しがる娘を重ね合わせ中出し親子どんぶり（1月19日、ぐりーんあっぷる）
- 「おばさんが初めてで本当にいいの?」 優しい素人妻が童貞君を筆おろし! 20人600分全員生中出しプレミアム（1月25日、S級素人）
- 高嶺の花の美人キャビンアテンダント限定! 航空会社対抗中出し野球拳! 勝てば100万円!負ければいきなりデカチン即ハメ! フライト帰りのCAオマ○コに上司の目の前で何度イってもやめない追撃ピストンで抜かずの連続中出し! 4人合計18発（2月7日、ディープス）
- ネトラレドライビングレコーダー vol.1 車内に閉じ込められた同僚の男と人妻との赤裸々な映像記録（2月8日、DOC）※「川本かれん」名義
- フライト帰りの美脚CAが童貞君とノーパン黒パンスト素股!? 勃起チ○ポがパンスト越しにマ○コを刺激し赤面発情!そのまま優しく筆下ろしSEX!!（2月22日、DOC）※「みゆき」名義
- ドラレコNTR 6 車載カメラは見ていたねとられの一部始終を（3月7日、JET映像）
- 素人限定! 固定電マシーソーゲーム（3月19日、ATOM）
- 合宿中のママさんバレー部の息抜きはボクのチ○ポだけ!! 3 親戚が経営する合宿所の手伝いに行ったらママさんバレー部の一行がやって来た! しかも全員爆乳…!! そんな爆乳揃いの奥さんたちを見てムラムラ…していたのはボクだけじゃなかった!ハードな練習&禁欲集団でママさんたちは超欲求不満だった!合宿所で唯一の若い男であるボクを必要以上に求めてきた。練習後は運動部特有の底無しの性欲で大きな胸を揺らしながら何度もエッチをおねだりしてくるんです!!（4月7日、Hunter）共演:後藤里香、北川りこ、音海里奈、玉木くるみ、河音くるみ、鈴木さとみ
- 温泉女風呂覗き盗撮から奇跡の湯上りピンク肌女子と朝まで生セックス!! 温泉旅館で女湯をコッソリ盗撮していたらバレた!!慌ててカメラを持って自室に逃げ込み一安心…と思いきや盗撮していたソソる湯上り女子が部屋に入って来た!驚いてビクビクしながら謝罪すると…湯上り女子は盗撮で勃起したボクのチ○ポを見ながら「興奮したんだ。見せて」と言ってきて…（4月11日、SOSORU×GARCON）
- どーーーしてもチ○ポが欲しい!! 欲求不満のアラサー崖っぷち姉がボクに絡みつきアナコンダフェラ!! 5年間彼氏なしの30過ぎたアラサー姉が、やっとの思いでデートにこぎつけたのですが…結果は大惨敗!そんな姉を励ましていたら「今日絶対エッチしたかったのに…!」と抑えきれないムラムラを弟のボクにぶつけてきた!?ここ数年チ○ポとご無沙汰な姉はもう我慢の限界!!絡みつきアナコンダフェラでボクを絶対離さない!!さらに挿入まで求めてきて、久しぶりのチ○ポの快感に今まで見たことない、いやらしい表情をしながら体がねじれるほど何度も何度もイキまくる!!（4月19日、Hunter）
- 妹の友達のヤンキー娘に男はボク1人だけの王様ゲーム 2（4月25日、アイエナジー）共演:今井まい、真田みづ稀、神楽アイネ、星咲きい
- マジックミラー号 ゲレンデに来ていた幸せいっぱい新婚カップルナンパ! 旦那が目の前で浮気! その様子を見て悲しんでいる奥さんを口説き、旦那までミラー越し30cmの距離で寝取って声を押し殺せないほどイカせる!（6月6日、SODクリエイト）
- 昼下がり町内会! 若妻たちのちょっと危険でかなりHな王様ゲーム!! 17 母の代理で参加した町内会の集まりでまさかの展開!若い時に王様ゲームをした事が無いという話で盛り上がった奥様方が急に「王様ゲームやりたい!」と言い出したんです。男はボクひとりしかいないもんだから、当然いい思いが沢山出来ちゃいました!!（6月7日、Hunter）共演:川菜美鈴、大浦真奈美、宝田もなみ、皆瀬杏樹、通野未帆、原美織、日向菜々子、大沢カスミ ほか
- 最高級ラグジュアリーオリエンタルスパ Vol.001（6月14日、BAZOOKA）
- 憧れの女上司 出張先のビジネスホテルでまさかの相部屋に（7月5日、ONEZ）
- 「私、おばさんだけど…絶対後悔させないからエッチしたいな…?」 30歳越えたけどまだまだ性欲は収まらない私(無駄に巨乳)は旦那と3年以上もご無沙汰で超欲求不満!恥ずかしいんだけど、とにかくエッチな事ばかり考えてしまいます。とにかくヤリたいんです。正直誰でもいいんですえっちさせてくれるなら…特に若い男の子を見た時はうずいて妄想してアソコを濡らしてしまって仕方がないんです!しかも私みたいな年増に少しでも女を感じてくれた人とはすぐに場所なんて選ばずエッチしたくなっちゃうんです!!我慢できなくなった私は気づいた時には男の子を誘惑してました…。そして、男の子が勃起しなくなるまで抜かずに何度も求めちゃいました!!抜かないで何回私の中に出させちゃったんだろう???超ド淫乱な女でごめんなさい。でも気持ち良かったでしょう?（7月7日、Hunter）
- バイトを寿退社する先輩の送別会で…結婚間近の先輩を飲ませて、その気にさせて男たちでヤッちゃう!婚約者のセックスに不満だったらしく、途中から求めて来る先輩!（7月7日、お夜食カンパニー）
- 『ちょっと胸が当たってますけど…』 超ドストライク過ぎる巨乳義母と狭いお風呂で二人きり! 当然、ボクは超勃起!!突然出来た義理の母は若くてキレイで超美巨乳!!しかも無防備&無警戒だから胸の谷間は見えるし、時にはパンチラだって!!とにかく自分を抑えるのが大変なのであまり接さないように距離を取っていたら、ボクともっと仲良くなりたいと一緒にお風呂に入って背中を流してくれるって言うんです!当然、勃起するのは目に見えているので拒否したのですが、強引にお風呂に入ってきた義母…。そして強引にボクの体を洗うのですが、大きな胸がボクに当たりまくり!当然、ボクはフル勃起状態!!それに気づいた義母は気持ち悪がるどころか大興奮!2年以上父親とはセックスレスらしく久しぶりに見た勃起チ○ポにたまらず発情!!抜かずの3連続中出しでも腰の動きは止まらず何度もイカされちゃいました!!（8月7日、Hunter）
- 働く新卒社会人と性交。 VOL.014（8月9日、BAZOOKA）
- 新人OL土下座謝罪ピタパン尻 即挿入&イラマチオ地獄（8月19日、アパッチ）
- アソコ震わせエロミッション! ブルブル!おま●こ鉄棒（8月19日、ATOM）

### アダルトVR
2017年
- ねぇ、いま絶対見てたよね? じぃ〜っと見すぎたバツとしてこのあと美脚巨乳に痴女られます ver.VR（8月9日、ワープエンタテインメント）
- 体温を感じるほどのおま●こ! 痴女中出しSEX（12月30日、KMPVR-彩-）

2018年
- 許して、アナタ…。 背徳の未亡人（1月13日、ブイワンVR）
- 唾液タップリ舐め痴女（2月17日、ブイワンVR）
- オイルエステ ベテランの魅せる極上テクニック（4月7日、ブイワンVR）

## テレビ
- 桃のささやき #5（2010年9月1日（初回放送）、MONDO TV）